# 顓臾國
顓臾（汉语拼音：zhuān yú），位于今山东省的风姓古国，相傳是以風為姓的太皞后裔，西周初期周天子給顓臾國的主要任務就是祭祀蒙山。春秋时期，顓臾为鲁国封疆内的附庸国。
《春秋左氏传·僖公二十一年》记载：“任、宿、须句、颛臾，风姓也，实司大皞与有济之司，以服事诸夏。”这些位于山东省的风姓古国都成为了鲁国的附庸，而顓臾在鲁国世族季孙氏的封邑费的附近。
春秋末期，鲁国季康子谋划攻取顓臾，季孙氏的宰冉求和季孙氏家臣子路向他们的老师孔子报告此事。孔子严厉地批评了他们，此事记载于《论语·季氏第十六》的首章。李零考证此事发生在前484年至480年之间。